# Jakub Błaszczykowski
Jakub Błaszczykowski (pronunție în poloneză [ˈjakub bwaʂt͡ʂɨˈkɔfskʲi] ⓘ; n. 14 decembrie 1985, Truskolasy, Polonia) este un fotbalist polonez, actualmente jucător al echipei Wisła Cracovia. Ca jucător, a mai evoluat la: KS Częstochowa și Wisła Cracovia. El a fost căpitanul echipei naționale de fotbal a Poloniei.

## Cariera de jucător

### Wisła Cracovia
Błaszczykowski s-a strecurat rapid în prima echipă de la Wisła Cracovia, debutând în league pe 20 martie 2005 împotriva echipei Polonia Varșovia. Până la finalul sezonului, a devenit unul dintre cei mai bun jucători ai clubului. Împreună cu Wisła, el a câștigat Ekstraklasa chiar din sezonul său de debut. A fost ales în Ekstraklasa Best XI în sezonul 2006–2007 de către Asociația Poloneză de Fotbal.

### Borussia Dortmund
În februarie 2007, Błaszczykowski a semnat un contract pe patru ani cu Borussia Dortmund pentru o sumă necunoscută și s-a alăturat echipei din Bundesliga în luna iulie. El deobicei joaca pe postul de aripă datorită dribling-ului său foarte bun. A marcat primul său gol pentru Borussia pe 25 aprilie 2008 într-un egal 1–1 cu Eintracht Frankfurt.
În decembrie 2008, el a fost desemnat cel mai bun fotbalist polonez al anului. Iar o lună mai târziu, în ianuarie 2009 a fost votat de către fani cel mai bun jucător al Borussiei Dortmund, depășind jucători precum  Neven Subotić sau Alexander Frei. Mijlocașul polonez a obținut 35% din voturi.
Błaszczykowski cu Borussia Dortmund a câștigat Bundesliga de două ori consecutiv, în  2011 și în 2012. A câștigat de asemenea și DFB-Pokal în 2012, învingând-o cu 5-2 pe Bayern München. Până în 2012, el a jucat cu o formă diminutivă a numelui său, 'Kuba', pe echipament. Pe 24 iulie 2012 a semnat un nou contract cu Borussia Dortmund, rămânând la formația germană până în 2016.

## Echipa națională
Błaszczykowski a debutat la echipa națională a Poloniei pe 28 martie 2006 într-un amical în Arabia Saudită. Oricum, el nu a fost chemat pentru Campionatul Mondial de Fotbal 2006 din cauza unei accidentări.
Błaszczykowski a marcat primul său gol pentru naționala Poloniei pe 22 august 2007 într-un amical împotriva Rusiei. El a fost un jucător important în preliminariile pentru Euro 2008. Pe 17 noiembrie 2010, într-un meci amical cu Coasta de Fildeș, Błaszczykowski a debutat ca căpitan al naționalei Poloniei.

### Goluri internaționale
| #   | Data               | Stadion                                             | Adversar                   | Scor | Rezultat | Competiție                                   |
| --- | ------------------ | --------------------------------------------------- | -------------------------- | ---- | -------- | -------------------------------------------- |
| 1.  | 22 august 2007     | Stadionul Lokomotiv, Moscova, Rusia                 | Rusia                      | 2–2  | 2–2      | Amical                                       |
| 2.  | 11 octombrie 2008  | Stadionul Silesian, Chorzów, Polonia                | Cehia                      | 2–0  | 2–1      | Calificările pentru Campionatul Mondial 2010 |
| 3.  | 3 martie 2010      | Stadionul Polonia Varșovia, Varșovia, Polonia       | Bulgaria                   | 1–0  | 2–0      | Amical                                       |
| 4.  | 9 octombrie 2010   | Toyota Park, Chicago, SUA                           | Statele Unite ale Americii | 2–2  | 2–2      | Amical                                       |
| 5.  | 10 august 2011     | Dialog Arena, Lubin, Polonia                        | Georgia                    | 1–0  | 1–0      | Amical                                       |
| 6.  | 6 septembrie 2011  | PGE Arena Gdańsk, Gdańsk, Polonia                   | Germania                   | 2–1  | 2–2      | Amical                                       |
| 7.  | 7 octombrie 2011   | Stadionul Sangam, Seoul, Coreea de Sud              | Coreea de Sud              | 2–2  | 2–2      | Amical                                       |
| 8.  | 11 octombrie 2011  | BRITA-Arena, Wiesbaden, Germania                    | Belarus                    | 1–0  | 2–0      | Amical                                       |
| 9.  | 2 iunie 2012       | Stadionul Armatei Poloneze, Varșovia, Polonia       | Andorra                    | 3–0  | 4–0      | Amical                                       |
| 10. | 12 iunie 2012      | Stadionul Național din Varșovia, Varșovia, Polonia  | Rusia                      | 1–1  | 1–1      | Euro 2012                                    |
| 11. | 7 septembrie 2012  | Stadionul Pod Goricom, Podgorica, Muntenegru        | Muntenegru                 | 1–0  | 2–2      | Calificările pentru Campionatul Mondial 2014 |
| 12. | 11 septembrie 2012 | Stadion Miejski, Wrocław, Polonia                   | Republica Moldova          | 1–0  | 2–0      | Calificările pentru Campionatul Mondial 2014 |
| 13. | 7 iunie 2013       | Stadionul Zimbru, Chișinău, Republica Moldova       | Republica Moldova          | 1–0  | 1–1      | Calificările pentru Campionatul Mondial 2014 |
| 14. | 10 septembrie 2013 | Stadio Olimpico, Serravalle                         | San Marino                 | 2–1  | 5–1      | Calificările pentru Campionatul Mondial 2014 |
| 15. | 7 septembrie 2015  | Stadionul Național din Varșovia, Varșovia, Polonia  | Gibraltar                  | 5–0  | 8–1      | Calificările pentru Campionatul Euro 2016    |
| 16. | 23 martie 2016     | Stadion Miejski, Poznań, Polonia                    | Serbia                     | 1–0  | 1–0      | Amical                                       |
| 17. | 21 iunie 2016      | Stade Vélodrome, Marseille, Franța                  | Ucraina                    | 1–0  | 1–0      | Euro 2016                                    |
| 18. | 25 iunie 2016      | Stade Geoffroy-Guichard, Saint-Étienne, Franța      | Elveția                    | 1–0  | 1–1      | Euro 2016                                    |
| 19. | 5 octombrie 2017   | Vazgen Sargsyan Republican Stadium, Erevan, Armenia | Armenia                    | 4–1  | 6–1      | Calificările pentru Campionatul Mondial 2018 |

## Palmares
Wisła Kraków
- Ekstraklasa: 2004–2005

Borussia Dortmund
- Bundesliga: 2010–2011, 2011–2012
- DFB-Pokal: 2011–2012
- DFL-Supercup: 2013, 2014

Individual
- Cel mai bun mijlocaș din Ekstraklasa: 2006
- Cel mai bun fotbalist polonez al anului: 2008, 2010
- Cel mai bun jucător al naționalei Poloniei: 2010[11]
- Cel mai bun jucător al Borussiei Dortmund: 2008[12]

## Statistici
(La data de 8 octombrie 2017)
| Club              | Sezon             | Campionat         | Campionat | Campionat | Cupe    | Cupe   | Europa  | Europa | Total   | Total  |
| Club              | Sezon             | Campionat         | Meciuri   | Goluri    | Meciuri | Goluri | Meciuri | Goluri | Meciuri | Goluri |
| ----------------- | ----------------- | ----------------- | --------- | --------- | ------- | ------ | ------- | ------ | ------- | ------ |
| Wisła Cracovia    | 2004–05           | Ekstraklasa       | 11        | 1         | 4       | 1      | –       | –      | 15      | 2      |
| Wisła Cracovia    | 2005–2006         | Ekstraklasa       | 17        | 0         | 2       | 0      | 1       | 0      | 20      | 0      |
| Wisła Cracovia    | 2006–2007         | Ekstraklasa       | 23        | 2         | 1       | 1      | 8       | 0      | 32      | 3      |
| Borussia Dortmund | 2007–08           | Bundesliga        | 24        | 1         | 3       | 0      | –       | –      | 27      | 1      |
| Borussia Dortmund | 2008–2009         | Bundesliga        | 27        | 3         | 0       | 0      | 2       | 0      | 29      | 3      |
| Borussia Dortmund | 2009–2010         | Bundesliga        | 32        | 1         | 2       | 0      | –       | –      | 34      | 1      |
| Borussia Dortmund | 2010–2011         | Bundesliga        | 29        | 3         | 1       | 0      | 7       | 0      | 37      | 3      |
| Borussia Dortmund | 2011–2012         | Bundesliga        | 29        | 6         | 6       | 0      | 5       | 1      | 40      | 7      |
| Borussia Dortmund | 2012–13           | Bundesliga        | 27        | 11        | 4       | 2      | 10      | 1      | 41      | 14     |
| Borussia Dortmund | 2013–14           | Bundesliga        | 16        | 2         | 3       | 0      | 6       | 1      | 25      | 3      |
| Borussia Dortmund | 2014–15           | Bundesliga        | 13        | 0         | 4       | 0      | 3       | 0      | 20      | 0      |
| ACF Fiorentina    | 2015–16           | Serie A           | 15        | 2         | –       | –      | 5       | 0      | 20      | 2      |
| VfL Wolfsburg     | 2016–17           | Bundesliga        | 28        | 0         | 2       | 0      | –       | –      | 30      | 0      |
| VfL Wolfsburg     | 2017–18           | Bundesliga        | 0         | 0         | 1       | 0      | –       | –      | 1       | 0      |
| Total             | Wisła Cracovia    | Wisła Cracovia    | 51        | 3         | 7       | 2      | 9       | 0      | 67      | 5      |
| Total             | Borussia Dortmund | Borussia Dortmund | 197       | 27        | 23      | 2      | 33      | 3      | 253     | 32     |
| Total             | ACF Fiorentina    | ACF Fiorentina    | 15        | 2         | 0       | 0      | 5       | 0      | 20      | 2      |
| Total             | VfL Wolfsburg     | VfL Wolfsburg     | 28        | 0         | 3       | 0      | 0       | 0      | 31      | 0      |
| Total Carieră     | Total Carieră     | Total Carieră     | 291       | 32        | 33      | 4      | 47      | 3      | 371     | 39     |